# Disorder
Disorder ist eine englische Crustcore- und Hardcore-Punk-Band aus Bristol, die im Jahr 1980 gegründet wurde. Die Band gilt zusammen mit Chaos UK als eine der bedeutendsten der Punk-Szene der Stadt.

## Geschichte
Die Band wurde im Jahr 1980 von Gitarrist Steve Allen, Sänger Steve Curtis, Bassist Nick Peters und Schlagzeuger Neil „Virus“ Worthington gegründet. Im Jahr 1981 kam Steve Robinson als Ersatz für Bassist Peters zur Band. In dieser Besetzung folgten die ersten beiden EPs Complete Disorder und Distortion to Deafness. Vorher hatte die Band ein Demo an Riot City Records geschickt, wodurch Simon Edwards auf die Band aufmerksam wurde; da er fand, dass Riot City Records nicht zur Band passte, gründete er für sie Disorder Records. Im Jahr 1982 kam Taf als neuer Bassist zur Besetzung. Danach wurde die Single Mental Disorder und EP Perdition aufgenommen. Letztere EP wurde im Juli 1982 in den Cave Studios aufgenommen. Auf dieser EP war zudem nun Chris „Boobs“ Neil als Sänger zu hören, nachdem er vorher schon als zweiter Sänger neben Curtis in der Band war. Im Jahr 1984 hielt die Band einen Auftritt in Paris ab. Bassist Taf spielte hierbei die E-Gitarre, da dieser Posten nicht besetzt war, während Chaos von Chaos UK den Bass spielte. Chaos hatte bereits vorher bei der Band am Bass ausgeholfen, bevor Taf als fester Bassist zur Band kam. Nachdem Schlagzeuger Richard „Pots“ Potts zur Band gekommen war, nahm die Band in den SAM Studios ihr Album Under the Scalpel Blade auf. Zudem nahm sie am 25. Mai 1985 im Blitz Club in Oslo ein Konzert auf, das unter dem Namen Live In Oslo erschien. In der Folgezeit änderte sich die Besetzung der Band mehrfach und oftmals mussten Freunde der Bandmitglieder als Ersatz einspringen. Im Jahr 1986 verlegte Bassist Taf de Standort der Band nach Norwegen, nachdem er dorthin gezogen war, da er eine Norwegerin geheiratet hatte. Danach nahm die Band Lieder für die Split-Veröffentlichung One Day Son, All This Will Be Yours zusammen mit Kafka Process. Danach folgten weitere Auftritte, ehe im Jahr 1989 das Album Violent World erschien, das in den Bootleg Studios in Oslo aufgenommen wurde. Kenneth Egen war darauf als Schlagzeuger vertreten, während Taf den Bass spielte und den Gesang übernahm und Steve Allen die Gitarre spielte. Auf dem Album war unter anderem eine Coverversion von Dolly Partons Jolene enthalten. Im Jahr 1994 erschien über Bastards Records das Album Senile Punks…. Das Album wurde in der Slowakei aufgenommen, wobei das Album ohne das Wissen der Band veröffentlicht wurde, da Produzent Martin Valasek die Rechte des Albums ohne Erlaubnis der Band an das Label verkauft hatte.

## Stil
Die ersten EPs der Band werden als „wilde Tiraden gegen das Establishment“ und „angriffslustige Punk-Musik“ beschrieben. Taf äußerte sich gegen Aktivisten, die nur für ihre eigene Gruppierung kämpften, und dabei das Leiden und den Tod von Tieren unterstützen oder nicht an die Rechte von Frauen denken. Jason Ankeny von Allmusic vergleicht Disorder aufgrund ihrer EP Mental Disorder mit Crass und Conflict. Sein Kollege Stewart Mason hingegen betont, dass die Band im Gegensatz zu vielen anderen politischen Bands wie Crass oder The Ex niemals experimentell gewesen sei, sondern auf Kamikaze durchgehend schnelles Schlagzeug, verzerrte Gitarren und geschrienen Gesang biete. Als Einflüsse nennt die Band Plastic Bertrand, Anarcho-Punk, Oi! und Crustcore sowie Alkohol und andere Drogen; ihren Klang vergleicht sie mit einer Triumph Bonneville, die mit einem Zementmischer zusammenstößt.

## Diskografie
- Complete Disorder (EP, 1981, Disorder Records)
- Distortion to Deafness (EP, 1981, Disorder Records)
- Perdition (EP, 1982, Disorder Records)
- Mental Disorder (, 1982, Disorder Records)
- Complete Disorder: The Singles (EP, 1984, Disorder Records)
- Under the Scalpel Blade (Album, 1984, Disorder Records)
- Live In Oslo (Live-Album, 1985, Disorder Records)
- More Noize (EP, 1988, FFP Records)
- One Day Son, All This Will Be Yours (Split mit Kafka Process, 1986, Disorder Records)
- Violent World (Album, 1989, Disorder Records)
- Master of the Glueniverse (Split mit Mushroom Attack, 1991, Desperate Attempt Records)
- Senile Punks… (Album, 1994, Bastards Records)
- Pain, Headache, Depression (EP, 1994, Trujaca Fala Records)
- Driller Killer - The Collection (Kompilation, 1995, Cleopatra Records)
- Under the Scalpel Blade/One Day Son… (Kompilation, 1995, Anagram Records)
- Live In Oslo/Violent World (Kompilation, 1995, Anagram Records)
- The Rest Home for Senile Old Punks Proudly Present Disorder (Kompilation, 1996, Anagram Records)
- Sliced Punx on Meathooks (Album, 1997, Anagram Records)
- The Best of Disorder (Kompilation, 1998, Anagram Records)
- 2nd Gen Vol.2 (Album, 2000, Position Chrome Records)
- We're Still Here (Album, 2002, H.G. Fact Records)
- Total Disorder (Kompilation, 2003, Dead Ringer Records)
- Kamikaze (Album, 2005, Anagram Records)
- Riot City Years 81 - 83 (Kompilation, 2005, Step Records)